# Catagapetus maclachlani
Catagapetus maclachlani är en nattsländeart som beskrevs av Malicky 1975. Catagapetus maclachlani ingår i släktet Catagapetus och familjen stenhusnattsländor. Inga underarter finns listade i Catalogue of Life.